# Ratsapotheke Michelstadt

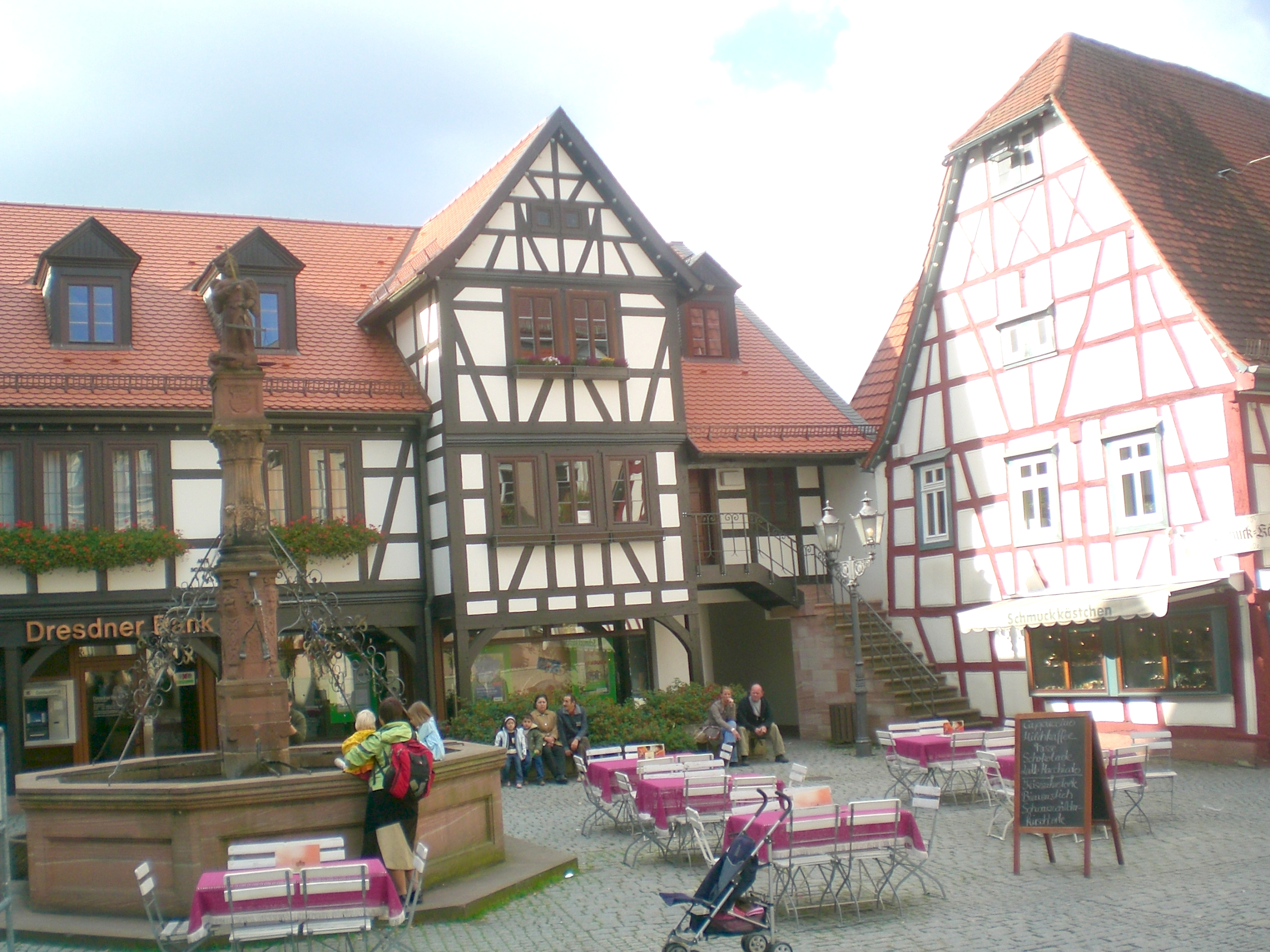
Das erste Gebäude der Apotheke 1678 (im Bild das nur halb zu sehende Haus am rechten Bildrand)

Die Rats-Apotheke in der Großen Gasse 2 in Michelstadt ist eine der ältesten Apotheken Hessens und wurde angeblich bereits 1551 gegründet. Sicher ist jedenfalls, dass 1678 eine Apotheke bestand.

## Geschichte

### Mögliche Gründung 1551
Die Inschrift auf dem Apothekengebäude weist 1551 als Gründungsjahr der Apotheke aus. Da die Unterlagen des Samtarchives der Grafen von Erbach in Darmstadt verbrannten, ist die Richtigkeit dieser Aussage heute nicht mehr zu überprüfen. Michelstadt war Residenz der Grafen von Erbach-Fürstenau und einer der Hauptorte im Odenwald. Die ersten Apotheken entstanden als Hofapotheke in Residenzstädten, es ist daher nicht auszuschließen, dass die Angaben richtig sind. Allerdings hatte Michelstadt 1523 315 Einwohner (1666 sogar nur 300). Ob eine Apotheke für einen Ort dieser Größe wirtschaftlich war, ist zweifelhaft. In der benachbarten Landgrafschaft Hessen-Darmstadt entstand die Darmstädter Hofapotheke (später Löwenapotheke) erst 1629.

### Gründung 1678
Am 8. Juni 1678 erhielt der Apotheker Johann Caspar Kummer aus Soest das Privileg von Graf Georg zu Erbach über den Betrieb eine Apotheke. Aus der Tatsache, dass die Bestallung einen Kostenersatz von 12 Reichstalern für die Einrichtung einer Apotheke enthält, kann geschlossen werden, dass vorher keine bestand. Am 24. Januar 1683 heiratete Apotheker Kummer Juliane Selig. Auch aus dem Kirchenbucheintrag ist die Berufsbezeichnung Apotheker erkennbar.

### Das erste Apothekengebäude
Die Apotheke hatte ihren Sitz nach der Überlieferung im Haus Große Gasse 2, Ecke Marktplatz. Dieses zweigeschossige Doppelhaus aus Fachwerk stammt aus dem 16. Jahrhundert und steht unter Denkmalschutz. Das Haus zeigt urwüchsiges Fachwerk mit geschoßhohen Streben und drei Andreaskreuzen im Giebel. Im Erdgeschoss befindet sich ein Raum mit einer Stuckdecke in Form eines Medaillons mit 1,5 Meter Durchmesser und der Inschrift: „NON EST MORTALE QUOD OPTO“ („Nichts Sterbliches ist es, was ich mir wünsche“). Das Madaillon zeigt eine sitzende Frau, die in der rechten Hand einen Reifen trägt, aus dem Rauchringe kommen. Motiv und Schriftzug können die These vom Apothekensitz stützen. Die Nordhälfte des Hauses wurde 1685, also nach der Gründung der Apotheke erbaut. Das Haus ist seit 1695 Wirtshaus „Zum güldenen Engel“.

### Weitere Geschichte
1687 bat Kummer um seine Entlassung, die ihm auch gewährt wurde. In den Folgejahren war Michelstadt ohne Apotheker. 1693 erwarb der Weinheimer Apotheker Maximilian Peter Böhm von Schirandob Apothekenausrüstung für die Michelstädter Hofapotheke. Da dieser jedoch nach den Weinheimer Kirchenbüchern und Ratsprotokollen in Weinheim ansässig war, war er wohl nur nebenberuflich in Michelstadt tätig. Dass benachbarte Herrscher einen gemeinsamen Hofapotheker beschäftigten, war in der damaligen Zeit nicht unüblich. Böhm heiratete am 25. Dezember 1692 Maria Hornemann, die Witwe des Weinheimer Apothekers Friedrich Barawart Hornemann. In zweiter Ehe heiratete er am 27. Februar 1698 Marie Susanne Schippel, die Witwe des Wormser Apothekers Georg Johann Schippel. Er zog daraufhin nach Worms und betrieb die dortige Apotheke.
Sein Nachfolger als Apotheker in Michelstadt war Georg Christoffel Billing. Dieser heiratete 1699 Maria Jacobina Berghold von Dinkelsbühl, erhielt 1703 das Bürgerrecht und war 1712 bis 1714 Stadtschultheiß. Nach seinem Tod am 24. Dezember 1741 ist Georg Wilhelm Neddelbeck überliefert, der am 11. Juli 1743 als „Apotheker dahier“ in Michelstadt die Tochter des Rimhorner Pfarrers, Johanna Louysa Müller, heiratete. Neddelbeck erhielt im August 1745 das Prädikat Hofapotheker und die Personalfreiheit vom Grafen von Erbach und Fürstenau.

### Das Apothekengebäude „Volksches Haus“
Aus einem Lageplan für Michelstadt vom Jahr 1753 geht der Standort der Apotheke unter Apotheker Neddelbeck hervor. Es handelt sich um das „Volksche Haus“ in der Großen Gasse 12. Dieses bedeutende Fachwerkhaus in Ecklage wurde 1557 vom Ratsherrn Georg Strieder erbaut. Seit 1695 war es geteilt, die eine Hälfte war gemäß Eintrag in der Denkmalschutzliste seit 1708 Hofapotheke. Auf dem genannten Plan lautet der Eintrag „Hofapotheke, Billing’sche Erben, modo Nettelbeck, G(eor)g, Wilh(elm)“. Auch dies lässt darauf schließen, dass das Haus bereits vor Billing als Apotheke genutzt wurde. Das massive Erdgeschoss verfügt über ein mit Renaissanceprofilen verziertes Rundbogenportal (jetzt ein Schaufenster), das im Scheitel auf 1557 datiert ist, darüber ein Fachwerkerker. Das Obergeschoss besteht traufseitig aus jüngerem, konstruktivem Fachwerk, der originale Nordgiebel dagegen besteht aus reichem Renaissance-Fachwerk mit zahlreichen Feuerböcken und Andreaskreuzen, oben ein vierseitig vorkragender Walmschopf, kräftig profilierter Rähmkranz in Traufhöhe. Rückseitig vorgeblattete Riegel.

### Weitere Geschichte
Nachfolger von Neddelbeck, der am 29. Oktober 1756 starb, wurde der älteste Bruder der Witwe, Johann Christoph Hermann Müller. Nach dessen Tod am 12. Januar 1764 fiel die Hofapotheke an die Witwe Neddelbecks Johanna Louisa zurück, die die Apotheke am 21. März 1764 an den Apotheker Johann Jacob Odenwald verkaufte.
Im Rahmen dieses Verkaufs erteilten die Brüder Graf Ludwig Friedrich Carl Eginhardt und Georg Albrecht zu Erbach am 11. April 1764 dem neuen Hofapotheker ein Exklusivprivileg, die einzige Apotheke in der Grafschaft betreiben zu dürfen. Apotheker Odenwald erhielt wieder den Titel eines Hofapothekers und heiratete am 7. Oktober 1766 Sophia Dorothea Cranz, die Tochter des Michelstädter Pfarrers Johann Conrad Cranz.
Am 12. Juli 1770 starb Odenwald und die Witwe erbte die Apotheke. Ihr Bruder Johann Ludwig Cranz verwaltete die Apotheke als Provisor und wurde nach dem Tod der Witwe am 10. August 1781 Alleinerbe. Am 3. Oktober dieses Jahres bestätigten die Grafen Ludwig und Friedrich August zu Erbach das Apothekenprivileg und den Titel eines Hofapothekers. Zwischen 1806 und 1814 war Cranz auch Stadtschultheiß.
1811 verkaufte Cranz die Apotheke an Philipp Wilhelm Luck, seinen zukünftigen Schwiegersohn. Luck war zuvor vier Jahre als Lehrling und zwei Jahre als Geselle bei ihm tätig gewesen. Am 20. April 1811 bestätigte die Gräflich Erbach-Fürstenauische Rentkammer die Privilegien und nahm ihn als Bürger und Hofapotheker in Michelstadt an.
Die Grafen waren inzwischen jedoch mediatisiert worden und nicht mehr zu dieser Genehmigung berechtigt. Die Regierung der Provinz Starkenburg bestand daher auf einer Prüfung durch das Kollegium in Darmstadt, die Luck am 5. Juni 1811 bestand. Für die Hintergründe des folgenden siehe Apothekenwesen in Hessen-Darmstadt. Aus dem Protokoll der Übernahmerevision vom 12. September 1811 geht hervor, dass die Apotheke sich immer noch im Haus Große Gasse/Untere Pfarrgasse befand.
Am 12. Dezember 1812 bestätigte die Großherzogliche Regierung das Exklusivprivileg von Luck. Gleichzeitig rügte die Regierung die Rentkammer für die unzulässige Erteilung des Privilegs im Vorjahr. Im Antwortschreiben der Rentkammer vom 4. März 1813 erkannte die Kammer ihren Fehler an, warf aber im Gegenzug der Regierung vor, das Privileg eigentlich gar nicht erneuern zu wollen, sondern eine Apotheke in Reichelsheim zu konzessionieren. Am 27. April 1813 wurde die Rentkammer zu einer Strafzahlung verurteilt, die am 29. Juni 1813 gnadenhalber wieder aufgehoben wurde. In der Tat plante die Regierung die Eröffnung einer Apotheke in Reichelsheim. Die Proteste der benachbarten Apotheker dagegen konnten dieses Vorhaben nicht verhindern, aber zumindest bis 1834 verzögern.
Am 10. April 1826 wurde der Grundstein für das neue Apothekengebäude in der Bahnhofstraße gelegt.
Philipp Wilhelm Luck starb am 9. März 1852. Zwischen zwei seiner Söhne, die beide Apotheker geworden waren, entspann sich ein Erbstreit. Zunächst war der promovierte Ludwig Carl Eduard Luck (* 2. April 1819), ein Sohn aus erster Ehe bis 1856 als Pächter der Apotheke tätig. Nachdem er 1856 nach Darmstadt verzogen war, beantragte er, seinen Gehilfen Wilhelm Werle als Provisor vereidigen zu lassen. Friedrich Wilhelm August Luck (* 28. November 1833), ein Sohn aus zweiter Ehe beantragte bei der Regierung daraufhin das Apothekerprivileg. Diesem widersprach der Anwalt der Kinder aus erster Ehe. Nachdem die Apotheke keinen verantwortlichen Leiter mehr hatte, schloss das Kreisamt am 16. Januar 1857 die Apotheke vorläufig und setzte am 24. Januar 1857 Wilhelm Werle als Provisor ein.
Anfang 1860 beantragte Eduard Luck bei der Regierung erneut die Erteilung einer Konzession als Apotheker. Die Regierung war bereit, dies zu bewilligen, jedoch nur als persönliches nicht veräußerliches Recht. Eduard Luck lehnte dies ab und berief sich darauf, dass sein ererbtes Privileg ein veräußerliches Realprivileg sei. Mit Schreiben vom 21. Mai 1860 gab die Regierung nach und bestätigte das Realprivileg.
Im März 1869 verkaufte Luck die Apotheke an den Apotheker Christoph Heß aus Wald-Michelbach für 30.000 Gulden. Die Regierung bestätigte seine Konzession am 30. Juni 1869 als persönliches, unveräußerliches Recht. Nach dessen Tod am 27. Januar 1902 verpachtete seine Witwe die Apotheke an den Apotheker Max Lombard, der 1922 starb. Am 1. August 1922 verpachtete die Witwe Heß an den Apotheker Dr. Kiesgen. Nach dem Tod der Witwe am 5. Juni 1931 endete das Pachtverhältnis. Dr. Kiesgen zog nach Fulda, die Michelstädter Apotheke wurde von Dr. Julius Schweißinge erworben, der bis 1857 der bis 1957 Apotheker blieb. Nachdem 1950 zwei weitere Apotheken im Ort eröffnet hatten, benannte er seine „alte Apotheke“ in „Rats-Apotheke“ um. 1958 erwarb Friedrich Wilhelm Schroeter die Apotheke und verpachtete sie 1969 an Klaus Kirschner.